# Wright R-3350
Le Wright R-3350 Duplex Cyclone est l'un des plus puissants moteurs en étoile destinés à l'aviation produits aux États-Unis. Il est composé de deux blocs de 9 cylindres disposés l'un derrière l'autre en double étoile (double wasp), soit un total de 18 cylindres. Le moteur est refroidi par air et compressé mécaniquement. Il développe une puissance allant de 2 200 à plus de 3 700 ch (1 640 à 2 760 kW), selon les versions. Entamée avant la Seconde Guerre mondiale, la conception du R-3350 demande longtemps pour arriver à maturité, avant que le moteur soit finalement utilisé pour équiper le Boeing B-29 Superfortress. Parmi les appareils les plus connus équipés de ce moteur, on peut citer également le bombardier d'appui tactique Douglas A-1 Skyraider. Après la guerre, le moteur a suffisamment évolué pour équiper également de nombreux avions de transport civils, notamment dans ses formes Turbo-Compound. Parmi les plus connus, toute la gamme des Constellation de chez Lockheed s'en verra équipée. De nos jours, ces moteurs, reconditionnés à neuf, sont souvent utilisés pour motoriser les Hawker Sea Fury restaurés en remplacement du moteur d'origine Bristol Centaurus, plus fiable mais aux pièces désormais introuvables. Il équipe ainsi plusieurs Hawker Sea Fury engagés dans la course aérienne de Reno, catégorie Unlimited. Il équipe également, en remplacement du Pratt & Whitney R-2800 originel, Rare Bear, un autre Reno Racer sur base de Grumman Bearcat, crédité de plusieurs records de vitesse.
Le numéro de ce moteur (3350) indiquant la cylindrée de 3 350 cubic inch (ou pouces cubes), soit 54,86 L.
Deux moteurs R-3350-32WA de P-2V Neptune découpés pour instruction, sont conservés au Musée de l'Aéronautique navale de Rochefort-sur-Mer, en Charente-Maritime, et au musée de tradition de la BAN Lann Bihoué (Morbihan).

## Conception et développement
Pour gagner du poids, le R3350 était équipé d'un carter en magnésium. C'est le dernier exemple d'utilisation du magnésium dans la construction de moteurs d'avion, car bien que le magnésium soit léger et très solide, il est également hautement inflammable et, une fois en feu, il est presque impossible de l'éteindre.
Dans 87 % des incendies de moteur, les extincteurs de bord étaient incapables de faire face, et l'incendie brûle tout le moteur et l'aile.
Sur 414 pertes de B-29 pendant la Seconde Guerre mondiale, 147 d'entre elles étaient contre la défense antiaėrienne et les chasseurs japonais, 267 pour les incendies de moteurs.

## Versions
- R-3350-13 : 2 200 ch (1 600 kW)
- R-3350-23 : 2 200 ch (1 600 kW)
- R-3350-24W : 2 500 ch (1 900 kW)
- R-3350-26W : 2 800 ch (2 100 kW)
- R-3350-32W : 3 700 ch (2 800 kW)
- R-3350-32WA : 3 700 ch (2 800 kW)
- R-3350-42WA : 3 800 ch (2 830 kW)
- R-3350-53 : 2 700 ch (2 000 kW)
- R-3350-57 : 2 200 ch (1 600 kW)
- R-3350-85 : 2 500 ch (1 900 kW)
- R-3350-89A : 3 500 ch (2 600 kW)
- R-3350-93W : 3 500 ch (2 600 kW)

## Applications

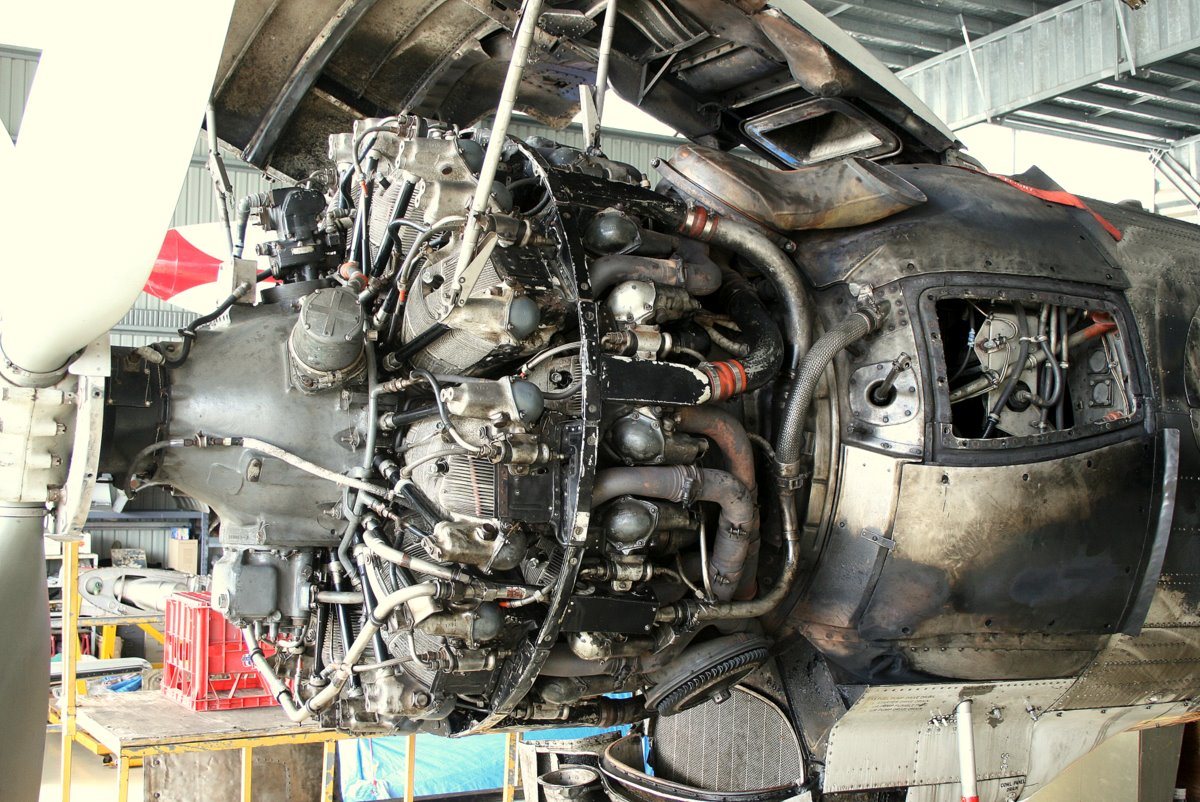
Moteur en étoile Wright R-3350 Turbo Compound en positions numéro quatre, sur l'aile tribord d'un Lockheed Super Constellation.

- Bombardier stratégique quadrimoteur : Boeing B-29 Superfortress, Consolidated B-32 Dominator, Douglas XB-19 (prototype), Douglas XB-31, (projet abandonné), Martin XB-33 Super Marauder (abandonné), Lockheed XB-30 (abandonné).
- avions de ligne et avions de transport militaire quadrimoteurs : famille Lockheed Constellation (L-049, C-69 , L-649, L-749, L-1049, C-121, R7V-1, L-1649A), Boeing XC-97 Stratofreighter, Douglas DC-7.
- Avion radar quadrimoteur : Lockheed EC-121 Warning Star (dérivé du constellation)
- Avion d'attaque bimoteur : Beechcraft XA-38 Grizzly.
- Hydravions à coque : Boeing XPBB Sea Ranger (bimoteur), Martin P5M Marlin (bimoteur), Martin JRM Mars (quadrimoteur).
- Avions de patrouille maritime : Canadair CP-107 Argus (quadrimoteur), Lockheed P-2 Neptune (bimoteur).
- Avions de combat monomoteurs : Curtiss XBTC (bombardier-torpilleur), Curtiss XF14C, Curtiss XP-62 (chasseurs embarqués), * Douglas A-1 Skyraider (appui tactique), Douglas BTD Destroyer (bombardier-torpilleur).
- Bimoteurs de transport militaire : Fairchild C-119 Flying Boxcar, Stroukoff YC-134 (prototype)
- Gunship : Fairchild AC-119 (dérivé du C-119)